# Internet Adult Film Database
Internet Adult Film Database (IAFD) er en online database med information om pornofilm og pornoskuespillere. Hjemmesiden blev skabt af Peter Van Aarle i 1995 og har information om mere end 52.000 pornofilm og 37.000 pornoskuespillere.

## Ekstern henvisning
- Officiel hjemmeside

| Internet | Spire Denne internet-relaterede artikel er en spire som bør udbygges. Du er velkommen til at hjælpe Wikipedia ved at udvide den. |